# العاصمة الاتحادية إسلام آباد
العاصمة الاتحادية إسلام آباد (بالأردية: وفاقی دار الحکومت اسلام آباد) هي الإقليم الاتحادي الوحيد في باكستان. يقدر عدد سكانه بأكثر من 2.3 مليون ومساحته 906.5 كيلومتر مربع (350.0 ميل2). يقع الإقليم على الحافة الشمالية لهضبة بوثور عند سفح تلال مارجالا في الجزء الشمالي الغربي من إقليم البنجاب. تحدها خيبر بختونخوا من الغرب والبنجاب من باقي الاتجاهات الأخرى.
تأسس الإقليم في عام 1967 بعدما فصل عن منطقة روالبندي ليصبح تحت إدارة الحكومة الفيدرالية. يُمثل الإقليم في الجمعية الوطنية الباكستانية الدوائر الانتخابية التالية NA-52 وNA-53 وNA-54 ويمثلها أربعة مقاعد في مجلس الشيوخ.

## التاريخ
فصلت أراضٍ من منطقة راولبندي التابعة لمقاطعة البنجاب بهدف تأسيس إقليم العاصمة الفيدرالية في عام 1960 لبناء العاصمة الجديدة لباكستان. وضعت خطة في الستينيات كان من المفترض أن يشمل هذا الإقليم عدة أجزاء هي:
- راولبندي، 259 كيلومتر مربع (100 ميل2)
- إسلام آباد، 220.15 كيلومتر مربع (85.00 ميل2)
- تلال مارجالا  [لغات أخرى]‏، 220.15 كيلومتر مربع (85.00 ميل2)
- منطفة إسلام آباد الريفية، 466.20 كيلومتر مربع (180.00 ميل2)

لكن عُدلت الخطة في الثمانينيات لتستبعد راولبندي من الإقليم ليقتصر على إسلام أباد والمناطق المحيطة بها، وظلت راولبندي جزءًا من إقليم البنجاب.

## المناخ

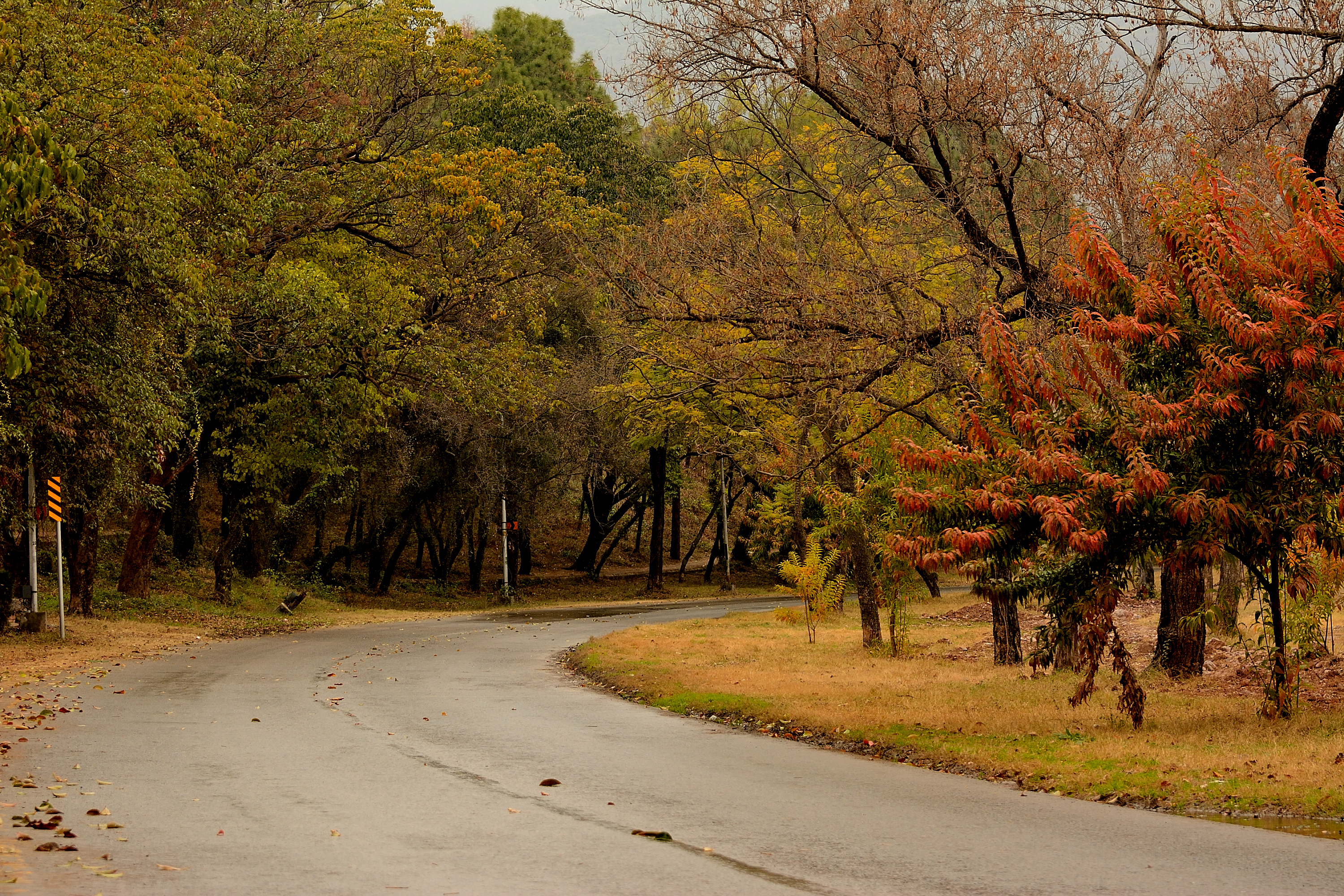
الأشجار المتساقطة في إسلام أباد في الخريف، شارع أتاتورك

إسلام أباد ذات مناخ شبه استوائي رطب (كوبن: Cwa)، وفي العام خمسة مواسم رئيسية: الشتاء (نوفمبر - فبراير) والربيع (مارس وأبريل) والصيف (مايو ويونيو) والرياح الموسمية الممطرة (يوليو وأغسطس) والخريف (سبتمبر وأكتوبر). تتراوح درجات الحرارة في إسلام أباد بين 13 °م (55 °ف) في يناير و38 °م (100 °ف) في يونيو. أعلى درجة حرارة مسجلة فيها كانت 46.6 °م (115.9 °ف) في 23 يونيو 2005، وأدنى درجة حرارة سجلت كانت −6 °م (21.2 °ف) في 17 يناير 1967.
شهر يوليو هو أكثر شهور السنة رطوبة في إسلام أباد، التي تشهد فيه هطول أمطار غزيرة وعواصف رعدية مسائية. سجلت إسلام أباد أعلى هطول للأمطار في الشهر في يوليو 1995 إذ بلغت 743.3 مليمتر (29.26 بوصة). تلقت المدينة رقماً قياسياً بلغ 620 مليمتر (24 بوصة) في غضون 10 ساعات فقط في يوم 23 يوليو 2001، مما جعله واحدًا من أقوى العواصف المطرية في تاريخ إسلام أباد في المائة عام الماضية وأعلى هطول للأمطار في 24 ساعة.
يوجد في إسلام أباد العديد من المناطق الخضراء مثل حديقة مارجالا هيلز الوطنية الممتدة على حوالي 220 فدان (89 هكتار) وغابة لوي بير على طول الطريق السريع إسلام أباد التي تبلغ مساحتها 1,087 فدان (440 هكتار).

## الإدارة والقطاعات
السلطة الإدارية الرئيسية لإسلام أباد هي إدارة إقليم العاصمة إسلام أباد، التي تدير المدينة بمساعدة شركة متروبوليتان إسلام أباد وهيئة تنمية العاصمة التي تشرف على تخطيط المدينة وتطويرها. تقسم مدينة العاصمة إسلام أباد إلى ثماني مناطق تشمل: المنطقة الإدارية والمنطقة التجارية والمنطقة التعليمية والمنطقة الصناعية والجيب الدبلوماسي والمناطق السكنية والمناطق الريفية والمنطقة الخضراء.
القطاعات السكنية في إسلام أباد تتنوع من حيث مستوى التطوير. القطاعات A وB وC تعتبر متخلفة، بينما قطاع D الواقع على سفح تلال مارجالا (من D-11 إلى D-17) وهناك تطور جزئي في القطاع D-12. أما قطاع E (من E-7 إلى E-17)، ففيه العديد من الأجانب والموظفين الدبلوماسيين. قررت هيئة تنمية المجتمع في الخطة الرئيسية المنقح تطوير حديقة مماثلة لحديقة فاطمة جناح في القطاع E-14، يوجد في القطاعان E-8 وE-9 العديد من الجامعات مثل جامعة بحرية والجامعة الجوية وجامعة الدفاع الوطني.
القطاعان F وG هما الأكثر تطورًا. يعد القطاع F-5 محورًا لصناعة البرمجيات في إسلام أباد وتشغل حدية فاطمة جناح كل القطاع F-9. يوجد مركز جناح للمؤتمرات وفندق سيرينا في G-5 والمسجد الأحمر في G-6 والمعهد الباكستاني للعلوم الطبية في G-8.
القطاع H (من H-8 إلى H-17 ) مخصص في الغالب للمؤسسات التعليمية والصحية، مثل الجامعة الوطنية للعلوم والتكنولوجيا في H-12. أما القطاع I (من I-8 إلى I-18) فيوجد فيها المنطقة الصناعية باستثناء منطقة I-8 السكنية المتطورة. تخطط هيئة تنمية المجتمع لإنشاء محطة سكة حديد إسلام أباد في I-18 ومجمع صناعي في I-17.

## التقسيم الإداري

### المناطق
تنقسم إسلام أباد إلى خمس مناطق:

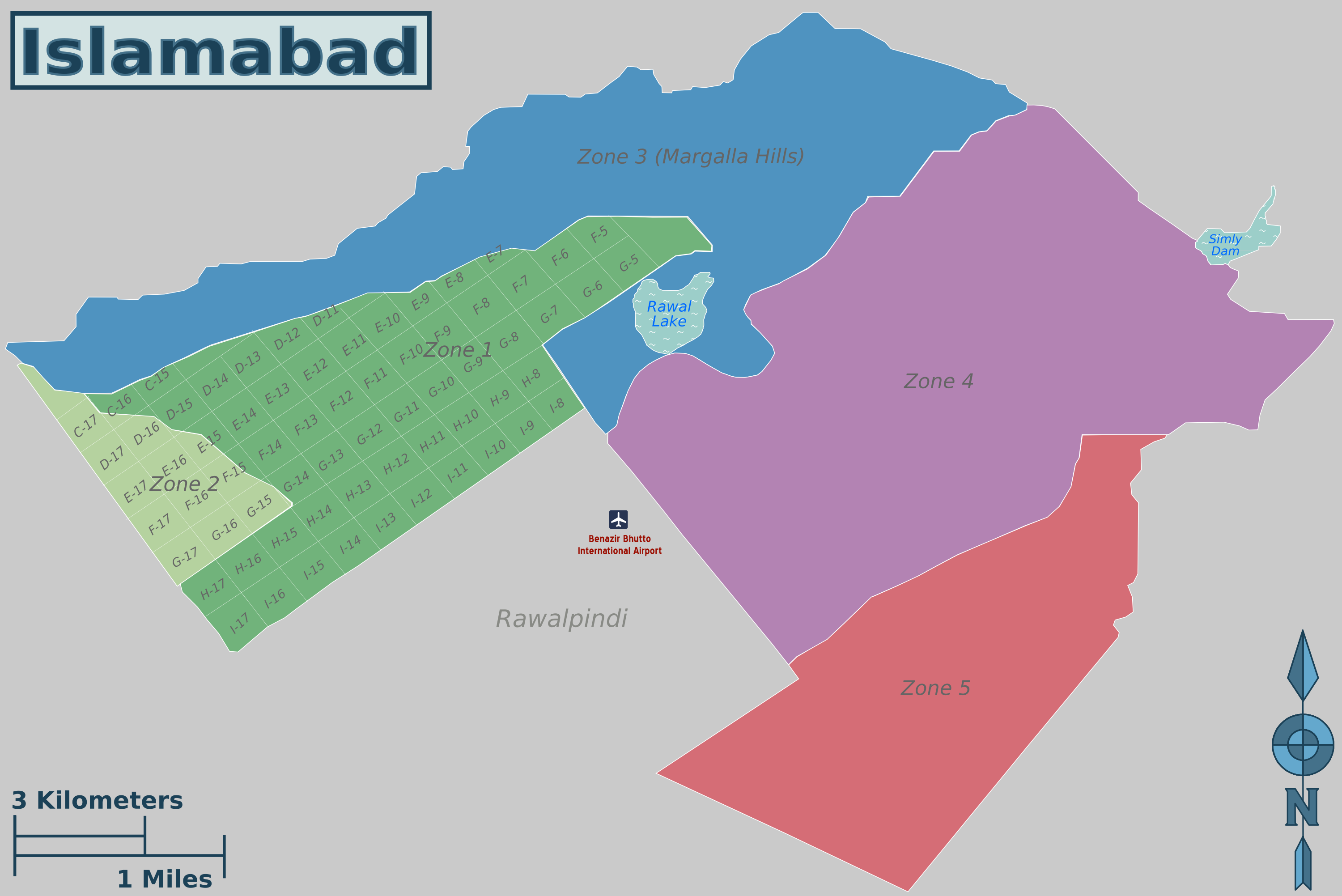
خريطة توضح المناطق الخمس في الإقليم

- المنطقة الأولى: مخصصة للتنمية الحضرية ومؤسسات الحكومة الاتحادية
- المنطقة الثانية: مخصصة للتنمية الحضرية
- المنطقة الثالثة: مخصصة للتنمية الريفية
- المنطقة الرابعة: مخصصة للتنمية الريفية
- المنطقة الخامسة: مخصصة للتنمية الريفية

يوجد المنطقة الأولى القطاعات السكنية الراقية وفي المنطقة الثانية القطاعات السكنية الدنيا. كل قطاع سكني يحمل حرفًا أبجديًا ورقمًا وتبلغ مساحته ما تقارب 4 كيلومترات مربعة. كما يُقسم القطاعات السكنية إلى أربعة قطاعات فرعية مرقمة وتتراوح أحرف القطاعات من A إلى I.

### مجالس الاتحاد
يتألف إقليم عاصمة إسلام أباد من المناطق الحضرية والريفية. يتكون الريف من 23 مجلسا نقابيا فيه 133 قرية، ويوجد في المناطق الحضرية 27 مجلسا نقابيا.

## السكان
بلغ عدد سكان إقليم عاصمة إسلام أباد 2,363,863 نسمة. إسلام أباد هي ذات أعلى معدل معرفة بالقراءة والكتابة في باكستان بنسبة 95٪. يوجد في إسلام أباد بعض الجامعات الكبرى في باكستان مثل جامعة القائد الأعظم والجامعة الإسلامية العالمية والجامعة الوطنية للعلوم والتكنولوجيا المعهد الباكستاني للهندسة والعلوم التطبيقية.

### اللغات
لغات الإقليم (2023 ‏)
اللغات التي يتحدث بها السكان في إسلام أباد متنوعة، هذا التنوع اللغوي يعود إلى هجرة الناس من مختلف أنحاء باكستان إلى إسلام أباد بعد تأسيسها، مما ساهم في خلق تركيبة سكانية متنوعة. أكثر لغة يتحدث بها في المدينة (2023) هي البنجابية (1,154,540) تليها البشتوية (415,838) والأردية (358,922) والهندكو (140,780). كما يتحدث السكان أيضًا بالكشميرية (51,920) والسرائيكية (46,270) والسندية (21,362) والبلتية (10,315) والشينا (7,099) والكوشستانية (5,016) والبلوشتية (4,503) والميواتية (1,095) والبراهوية (668) والكلاشا (182).

### الدين
أديان الإقليم
الإسلام هو أكبر ديانة في الإقليم فيعتنقه أكثر من 96٪ من السكان، المسيحية هي ثاني أكبر ديانة وتشكل 2.8٪ من السكان يليها الأحمديون 0.11٪ وتشكل الأقليات الأخرى (مثل السيخ والهندوس) 0.2٪ فقط مجتمعة.

## الاقتصاد
إسلام أباد تساهم بقوة في الاقتصاد الباكستاني رغم أن عدد سكانها يشكلون فقط 0.8% من إجمالي سكان البلاد. المدينة تساهم بنحو 1% من الناتج المحلي الإجمالي لباكستان. تعتبر بورصة إسلام أباد ثالث أكبر بورصة في البلاد بعد بورصة كراتشي وبورصة لاهور، بمتوسط تداول يومي يتجاوز المليون سهم. تساهم إسلام أباد بشكل كبير في الإيرادات الضريبية إذا يخرج منها 371 مليار روبية من إجمالي الإيرادات الضريبية في عام 2012، وهو ما يمثل 20% من إيرادات مجلس الإيرادات الفيدرالي.
يوجد في إسلام أباد قطاع تكنولوجيا المعلومات والاتصالات نامي بقوة، إذ أنشئ في المدينة مجمعين مخصصين لشركات التكنولوجيا والبرمجيات. يضم مجمع "مركز عوامي" 36 شركة في هذا المجال ويضم "صندوق الإخلاء" 29 شركة أخرى. إسلام أباد مقر العديد من الشركات الباكستانية الكبرى مثل  الخطوط الجوية وشركة التلفزيون وشركة الاتصالات وشركة تنمية الزيت والغاز وبنك زراي تارقياتي المحدود، فضلاً عن العديد من مشغلي الاتصالات الرئيسيين مثل Mobilink وTelenor وUfone. المعيشة في المدينة باهظة الثمن في الأساس إلا أن أسعار الفواكه والخضروات والدواجن ارتفعت ارتفاع ملحوظ بين عامي 2015 و2020.

## النقل

### المطار
يربط مطار إسلام آباد الدولي المدينة بالوجهات الرئيسية حول العالم، املطار هو أكبر مطار في باكستان. يتعامل المطار مع حوالي 9 ملايين مسافر سنويًا. بني المطار بتكلفة قدرها 400 مليون دولار وافتتح في 3 مايو 2018 ليحل محل مطار بينظير بوتو الدولي السابق. يعد المطار أول مطار جديد في باكستان بمساحة تمتد على 3,600 فدان (15 كم²).

### الطرق السريعة
يمكن السفر من إسلام آباد إلى جميع المدن والبلدات الرئيسية عبر القطارات والحافلات التي تسير من مدينة روالبندي المجاورة. ترتبط إسلام آباد بلاهور وبيشاورعبر شبكة من الطرق السريعة سهلت السفر بين هاتين المدينتين بشكل كبير. يبلغ طول الطريق السريع M-2 الذي بين إسلام أباد ولاهور 367 كـم (228 ميل). يربط الطريق السريع M-1 إسلام أباد ببيشاور ويبلغ طوله 155 كم (96 ميل). ترتبط إسلام أباد بروالبندي عبر تقاطع فايز أباد الذي يبلغ حجم حركة المرور اليومية فيه حوالي 48,000 مركبة.

## المعرض

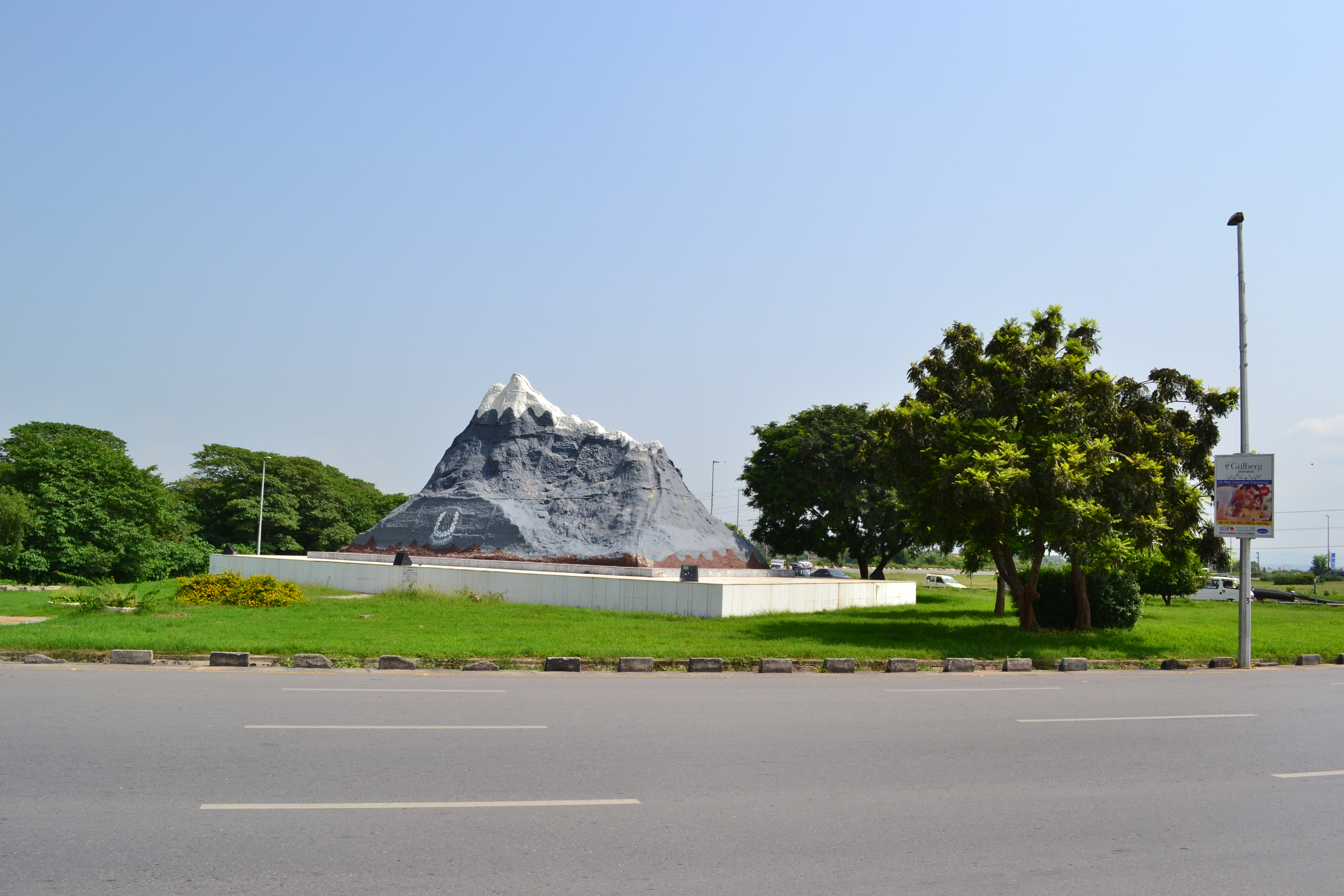
نصب شاغي التذكاري
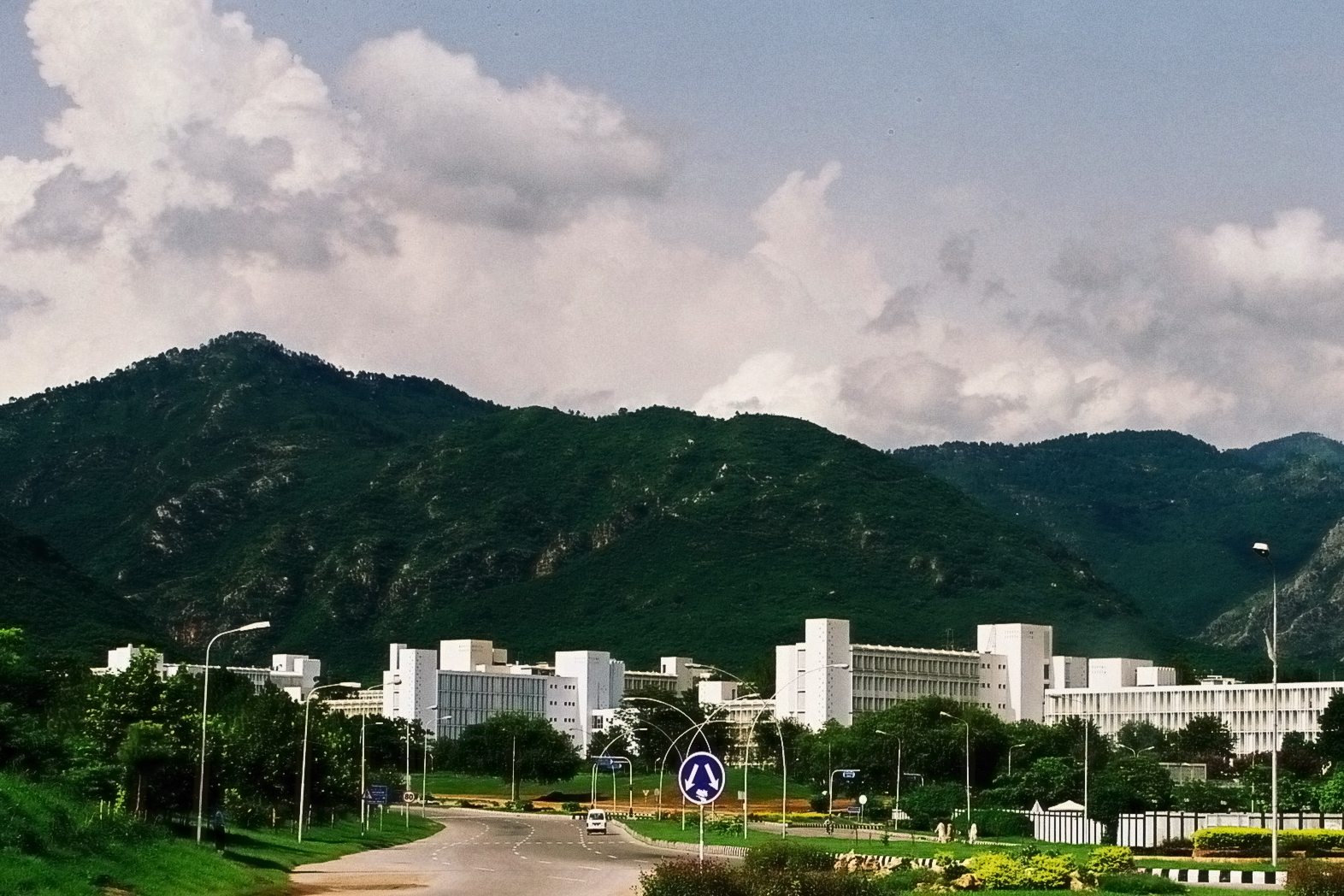
أمانة باكستان
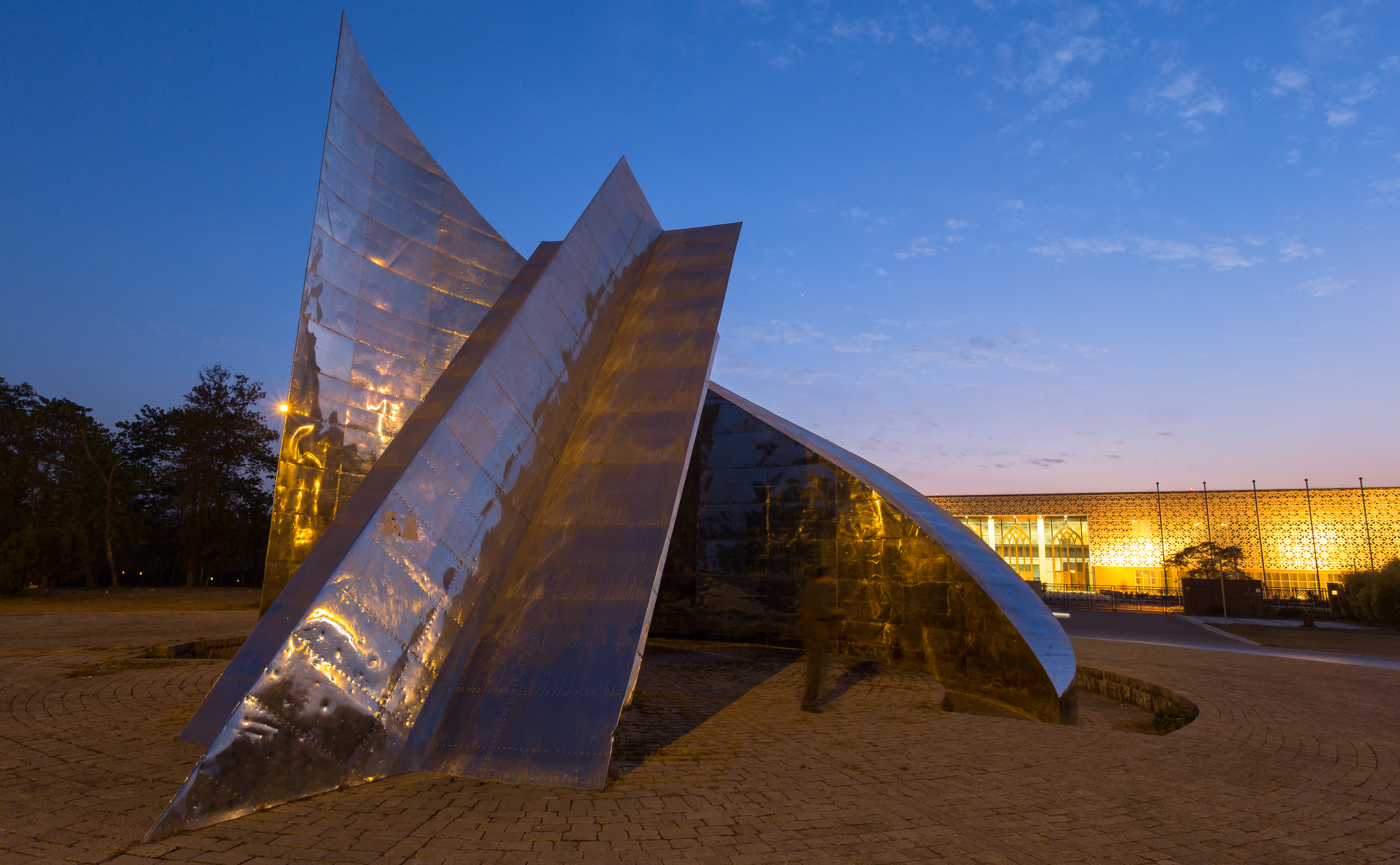
نصب النجوم والهلال بالقرب منShakarparian
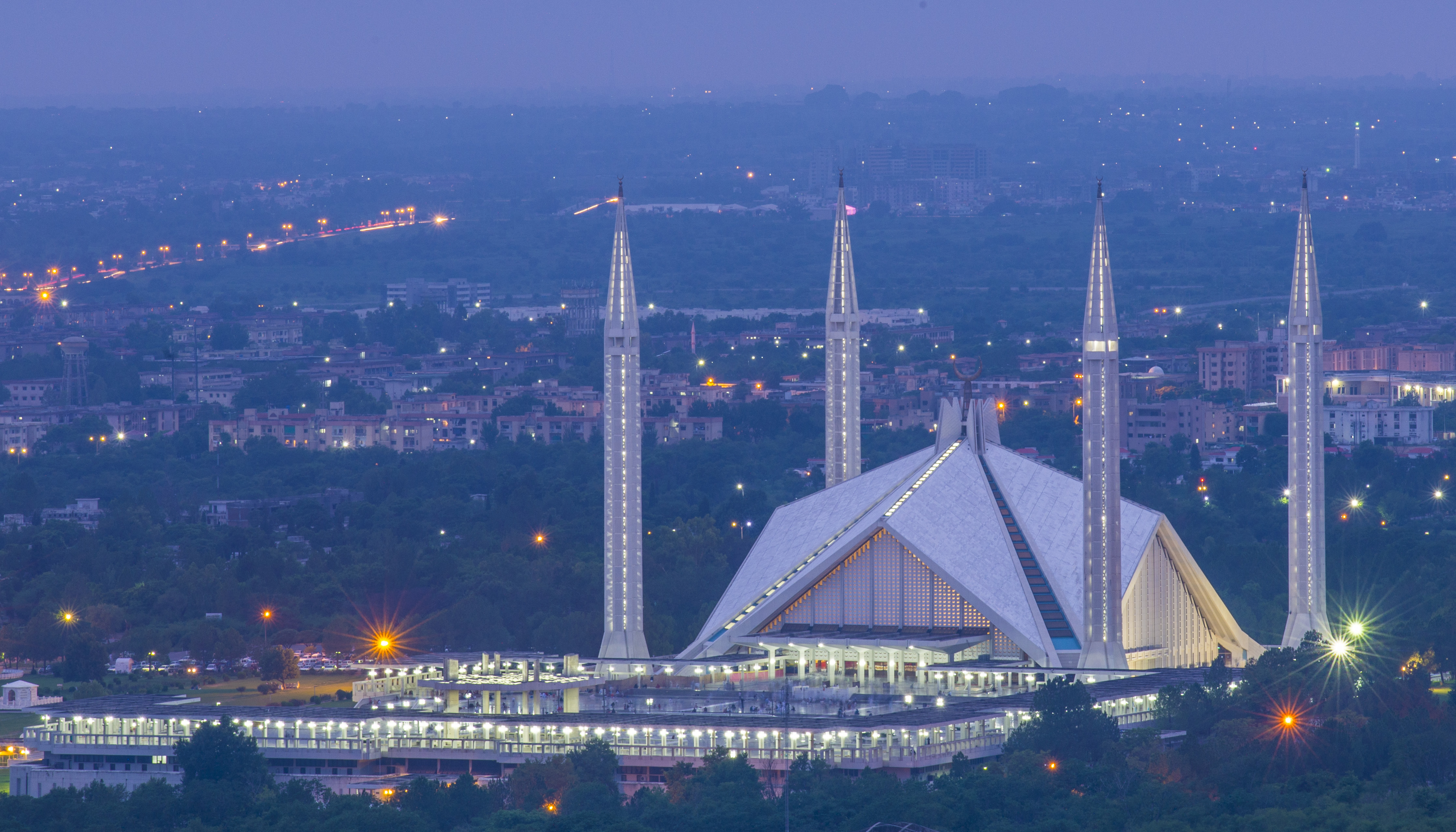
مسجد الملك فيصل
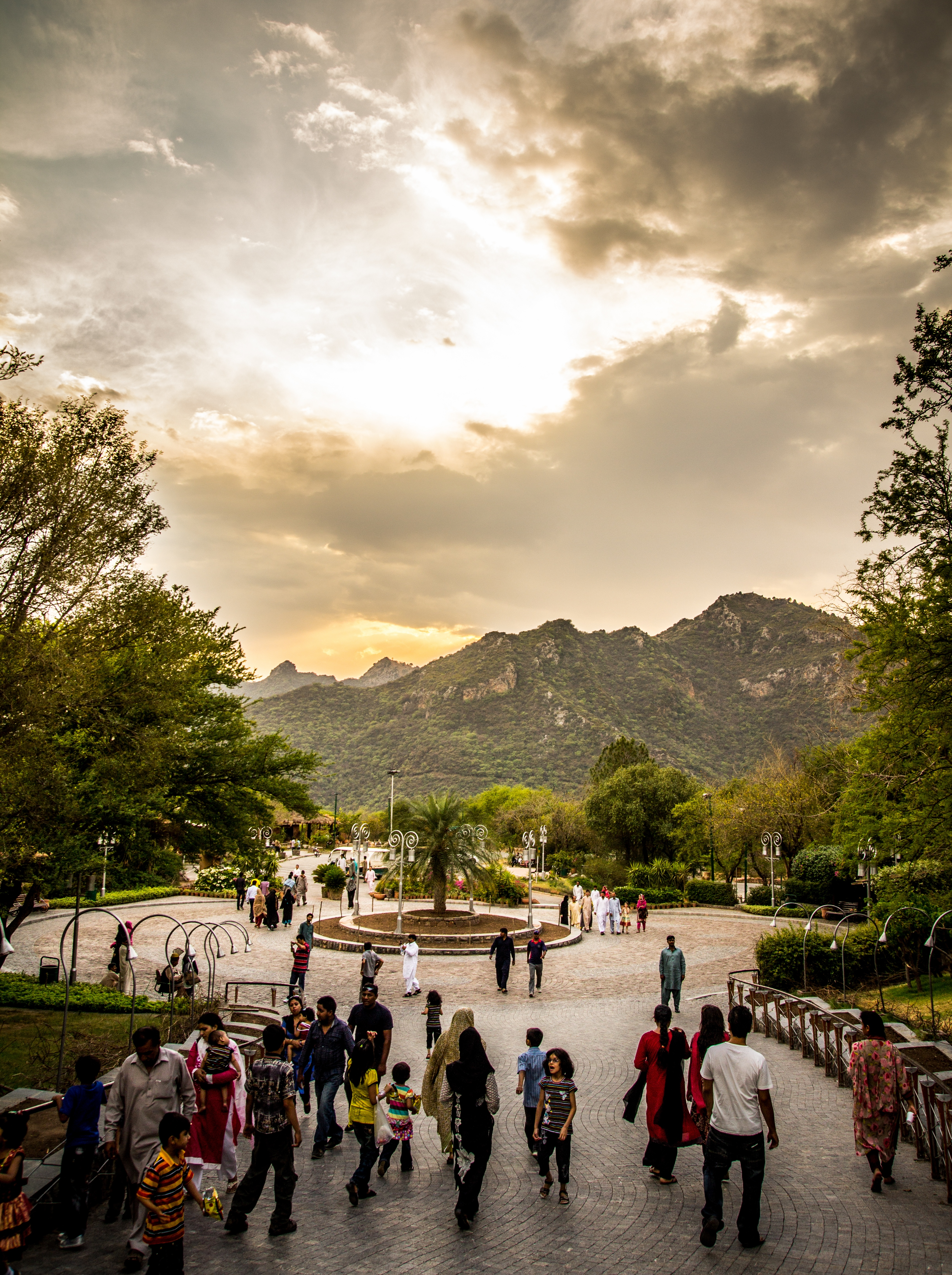
متنزه دامان إي كوه
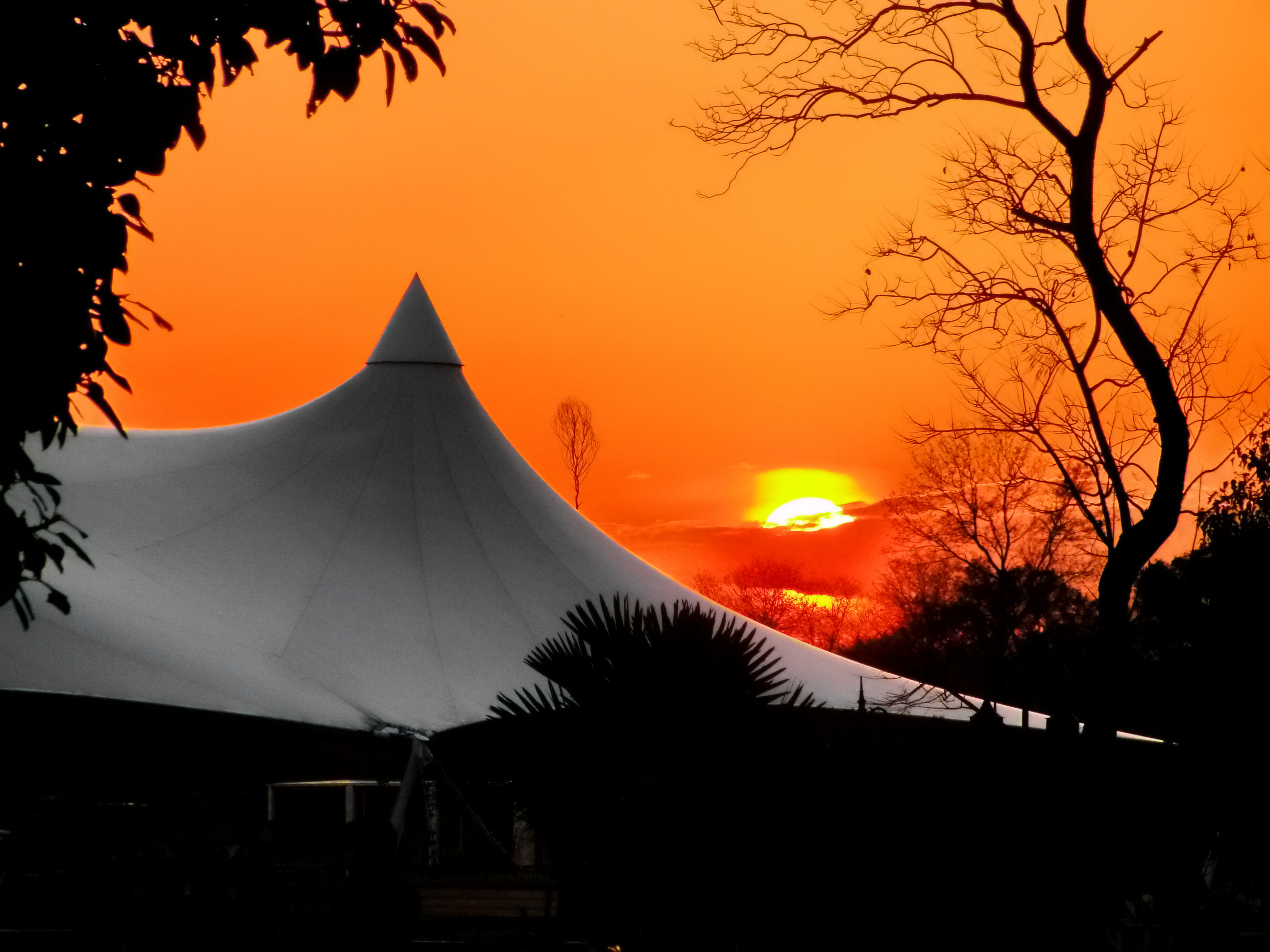
غروب الشمس فوق حديقة ليك فيو
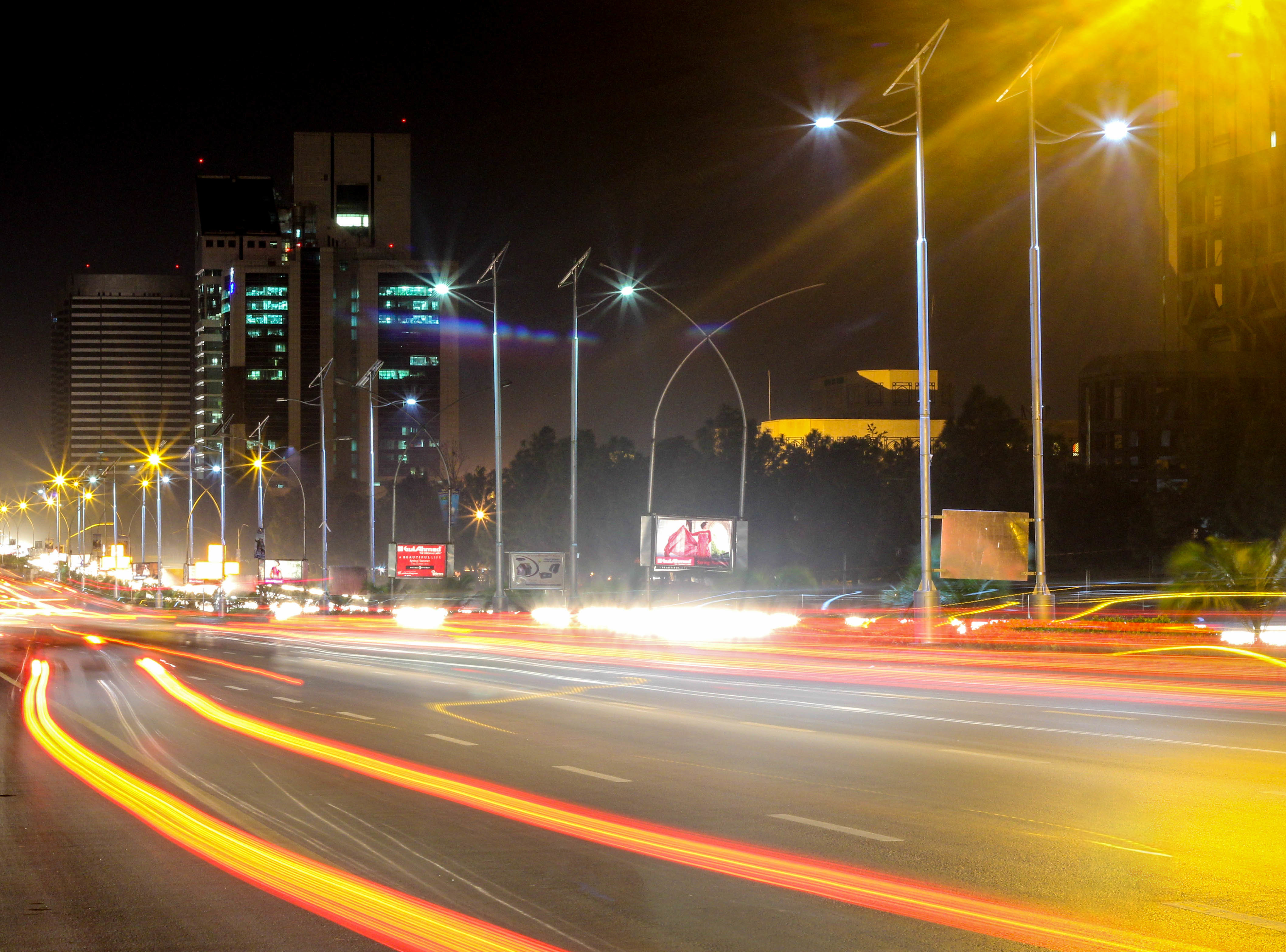
إطلالة على المنطقة الزرقاء المركز التجاري للمدينة.

## روابط خارجية
- Islamabad Capital Territory Administration website
- Capital Development Authority